# Chaussure bateau

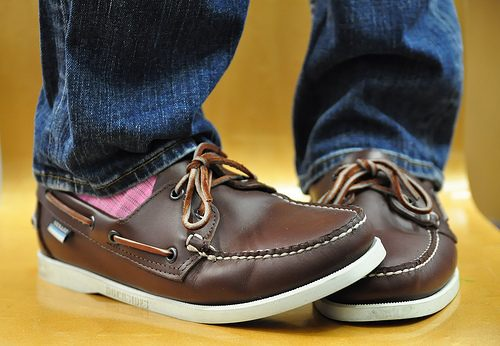
Chaussures bateau typiques.

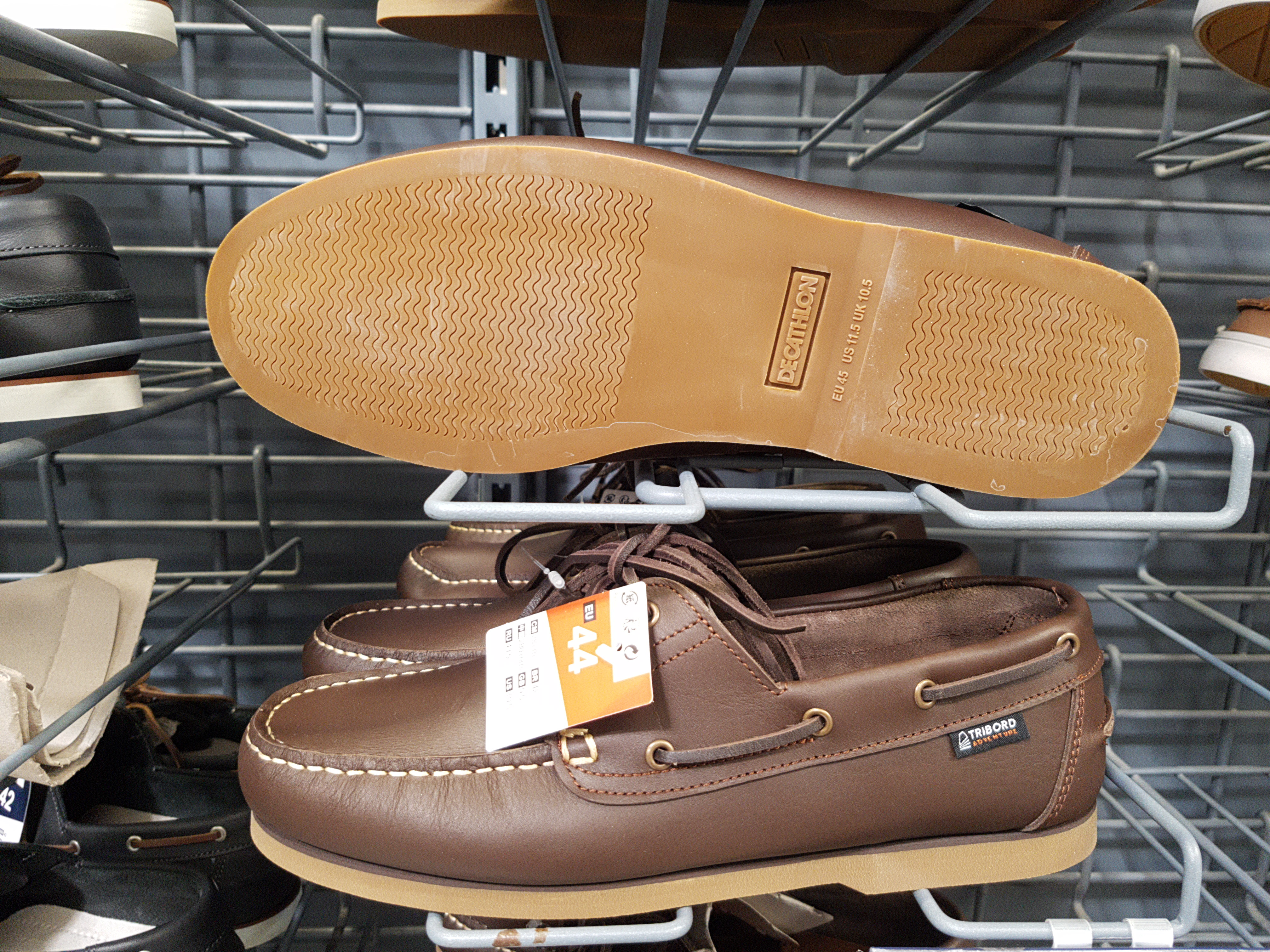
Vue de la semelle et de profil de chaussures bateau.

Les chaussures bateau sont des chaussures conçues à l'origine pour la navigation. Elles ressemblent un peu aux mocassins puisqu'elles sont en cuir et ne tiennent pas la cheville. Pour ne pas marquer le pont des bateaux, leur semelle est souple et le talon dépasse peu.

## Histoire
Les chaussures bateau ont été conçues par Paul Sperry de l'entreprise Abercrombie & Fitch, après avoir constaté que ses chaussures en cuir usuelles glissaient sur le pont de son voilier lorsque celui-ci était mouillé. Il décide alors d'ajouter des profondes rainures dans la semelle, ce qui empêche la chaussure de glisser. Le succès commercial est immédiat auprès des marins de plaisance et l'US Navy adopte la chaussure en 1939.
Les chaussures bateau se sont ensuite répandues en ville, et ne sont plus uniquement portées par les marins.

## Description
Une chaussure bateau est généralement marron ou bleu marine, avec une semelle blanche ou d'une couleur claire. Un lacet peut éventuellement entourer la chaussure.

## Utilisation
Les chaussures bateau sont portées par les hommes, les femmes, et même les enfants. Elles ne se cantonnent d'ailleurs pas au domaine maritime et on peut les porter en ville. C'est également un symbole du style preppy.